# Gymnothorax javanicus
Murène javanaise, Murène géante
Espèce
Synonymes
- Muraena javanica Bleeker, 1859
- Gymnothorax javonica (Bleeker, 1859)
- Lycodontis javanicus (Bleeker, 1859)

Gymnothorax javanicus, Communément nommée murène javanaise, murène de Java ou murène géante, est une espèce de poissons de la famille des Muraenidae. 
De par son importante masse corporelle, elle est la plus grosse espèce de murène.

## Description
La murène javanaise est un poisson de grande taille qui peut atteindre une longueur maximale de 300 cm pour 30 kg, cependant les spécimens habituellement rencontrés sont beaucoup plus petits,. 
Son corps serpentiforme possède une teinte de fond brune avec de nombreuses taches sombres à géométrie variable. La tête peut être de teinte légèrement jaunâtre. Les ouvertures branchiales sont cerclées de noir. Elle garde la gueule ouverte une grande partie de la journée pour oxygéner ses branchies.

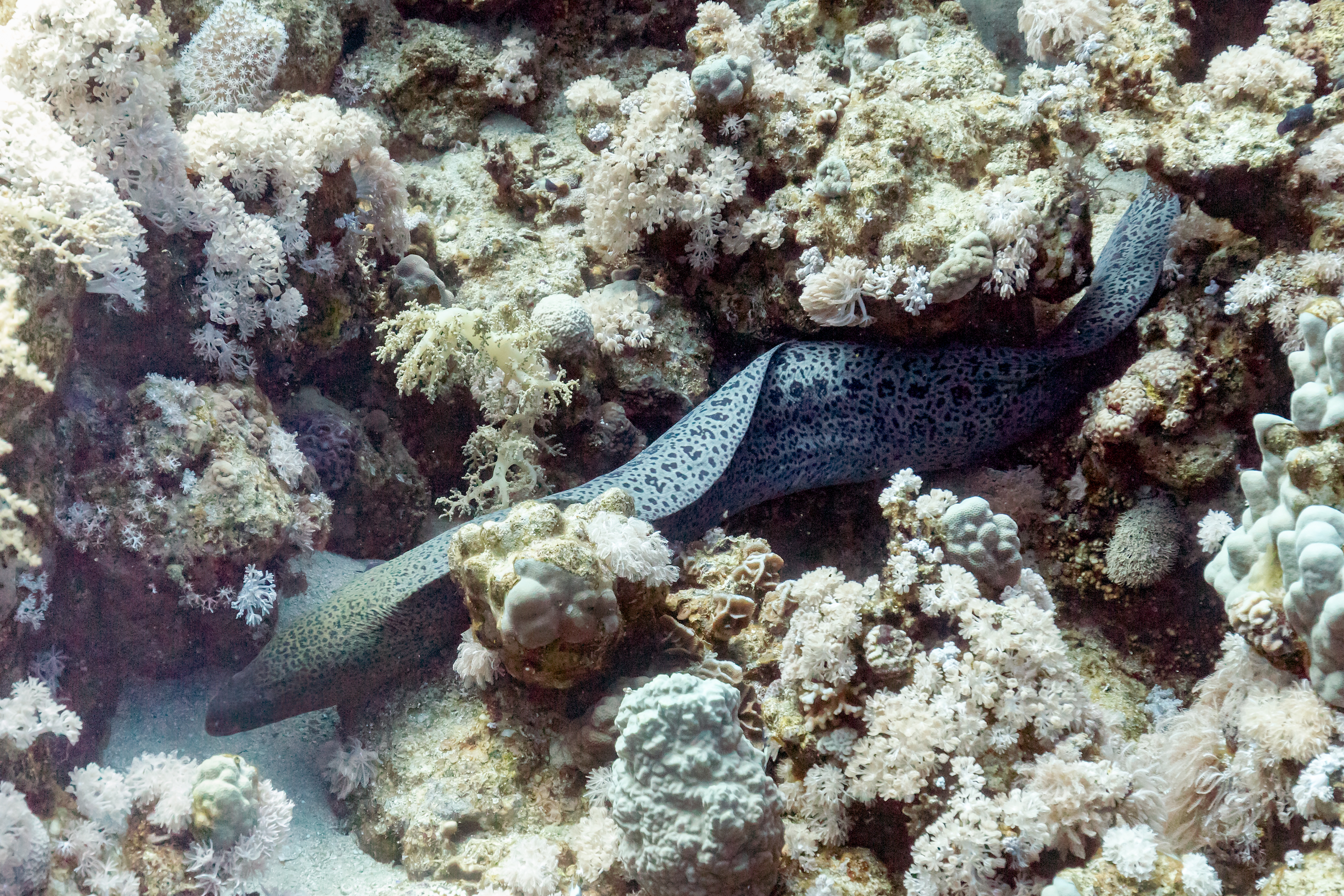
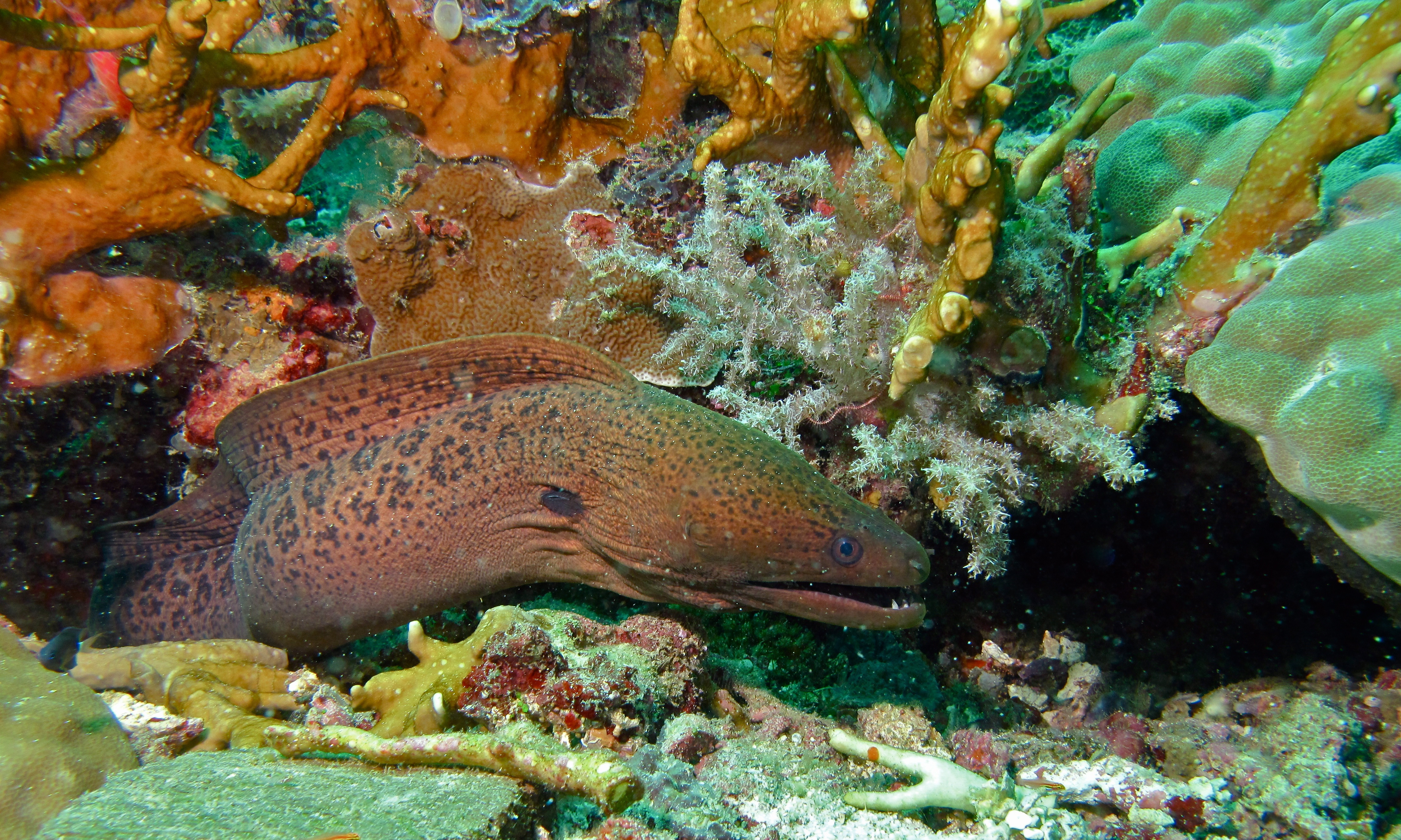
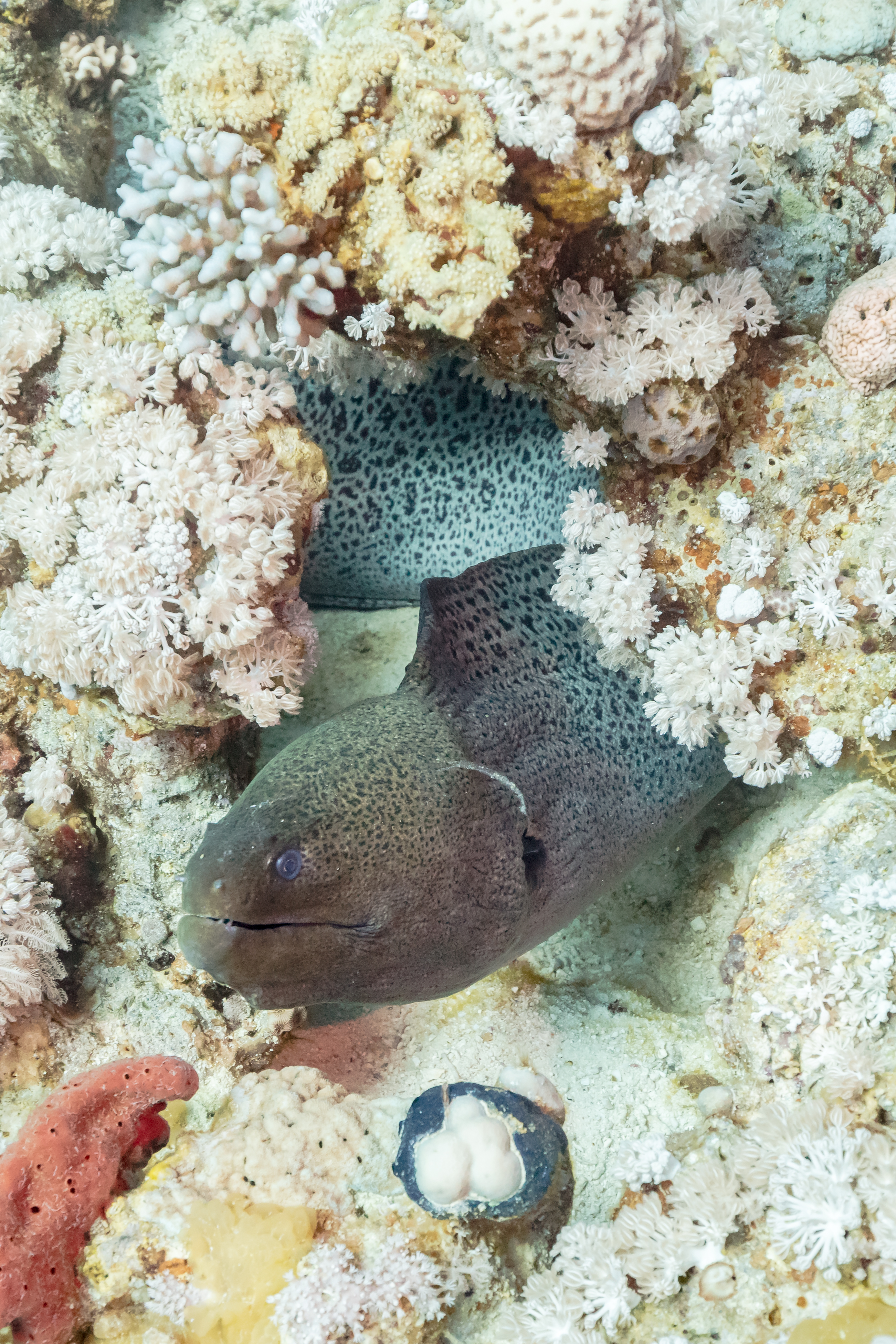
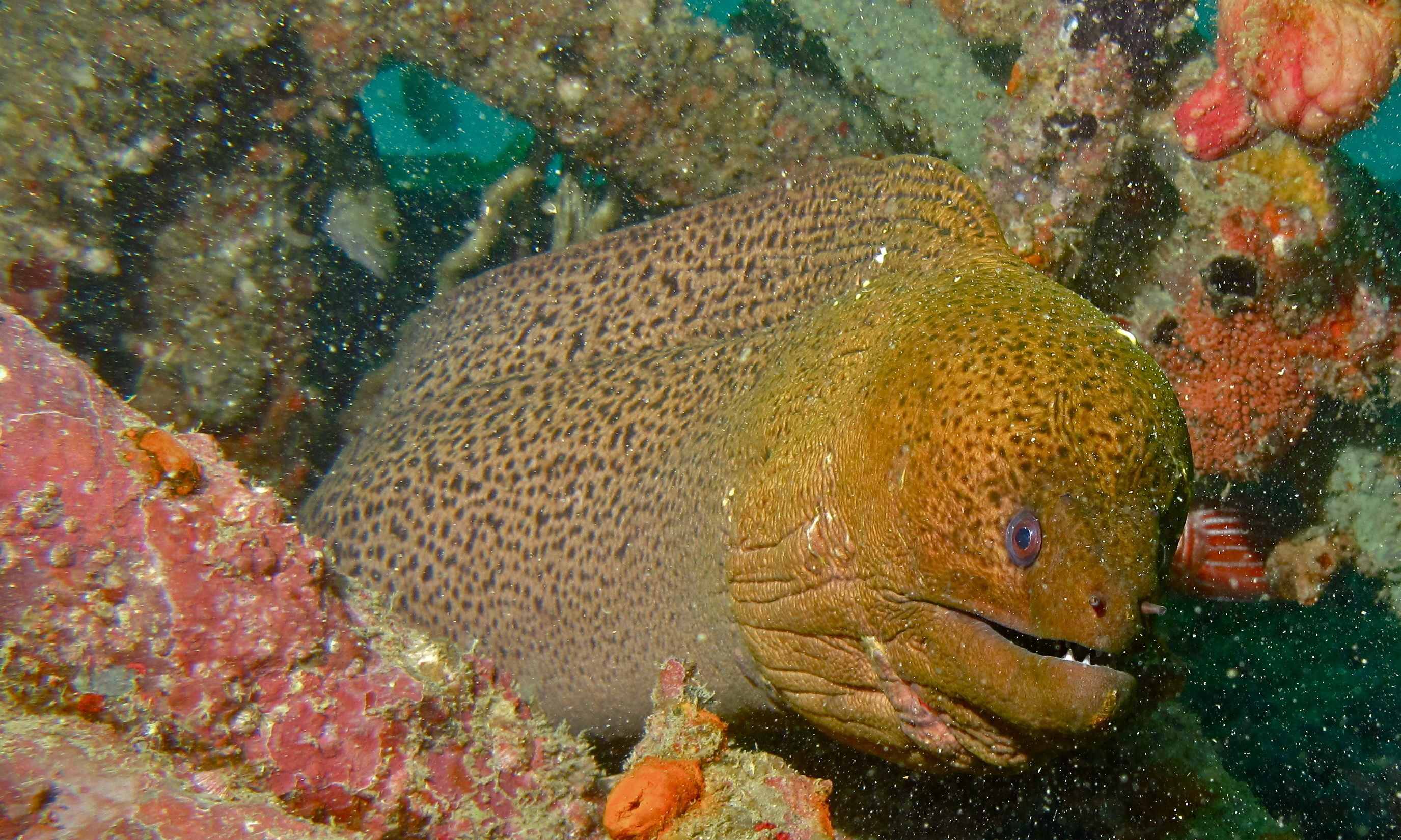
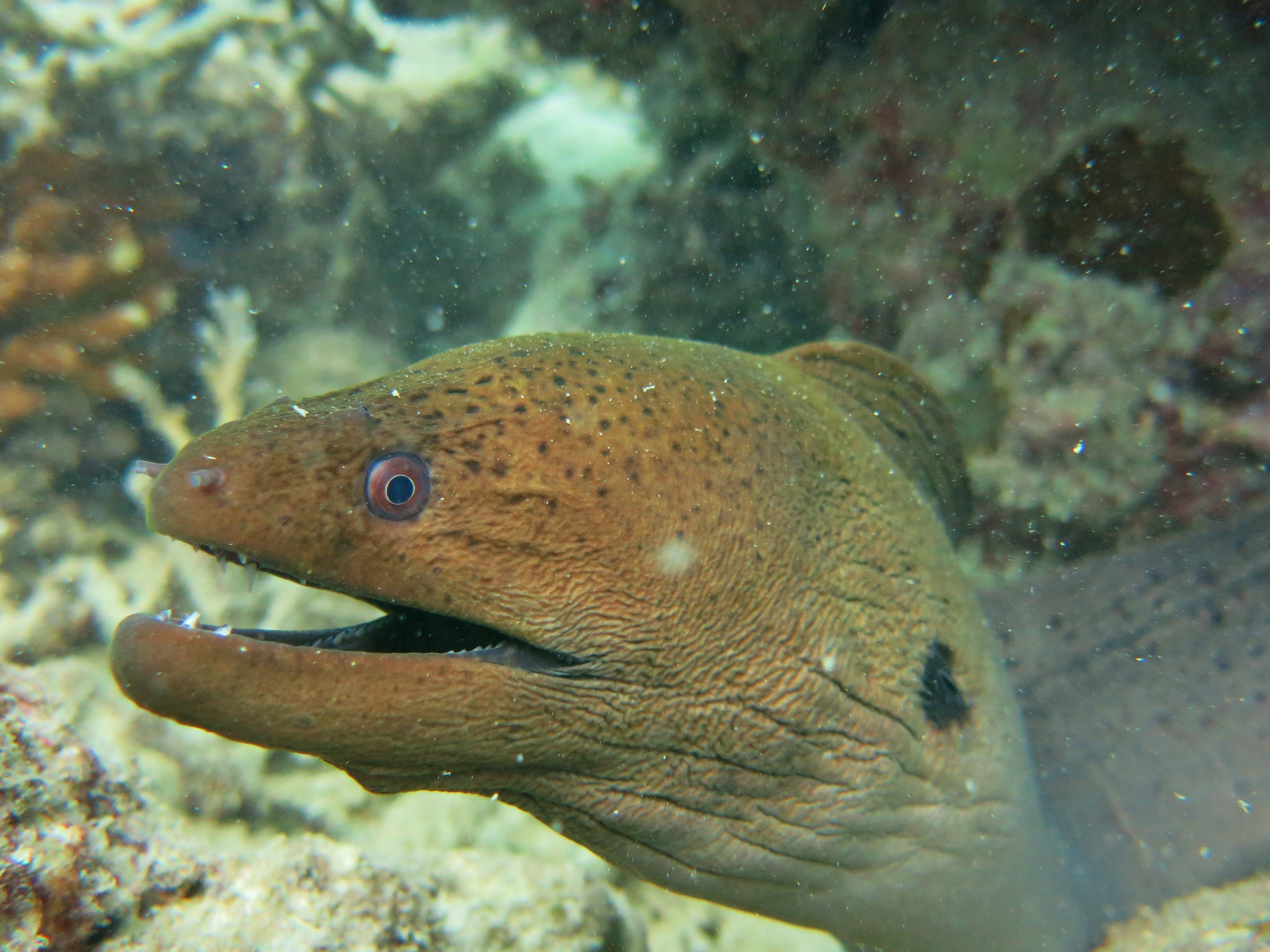

## Distribution & habitat
Gymnothorax javanicus vit dans les eaux tropicales et subtropicales du bassin Indo-Pacifique, soit des côtes orientales de l'Afrique, Mer Rouge incluse, à la Polynésie en passant par Hawaï et du sud du Japon à la Nouvelle-Calédonie.
Elle fréquente typiquement les pentes récifales externes mais aussi dans les lagons jusqu'à 50 m de profondeur,. Durant la journée, elle se repose dans les crevasses entre les coraux mais peut se montrer parfois à découvert pour changer d'abri. Les juvéniles fréquentent les lagons peu profonds.

## Biologie
La murène géante est un carnivore, la nuit venue elle sort de son repaire et chasse activement ses proies, constituées surtout de poissons et plus rarement de crustacés.

## La murène de Java et l'homme
De nature indolente et peu farouche, elle se laisse approcher. Mais il ne faut pas la déranger ni la provoquer car elle demeure capable de mordre lorsqu'un humain l'importune trop (notamment si on essaie de la saisir ou de rentrer un bras dans sa tanière) : certaines sources signalent que ses morsures sont très graves ; d'autres sources sont beaucoup moins alarmistes, indiquent que ce poisson est une des créatures marines qui véhicule le plus grand nombre d'histoires fausses à son sujet, qu'il se laisse facilement caresser et vient même se frotter à l'homme pour se débarrasser des parasites qu'il a sur la peau, qu'il n'a pas de venin et que, en cas de morsure, il suffit de faire des premiers soins, c'est-à-dire nettoyer et désinfecter la plaie et d'éviter de se baigner tant que cette plaie n'est pas cicatrisée.

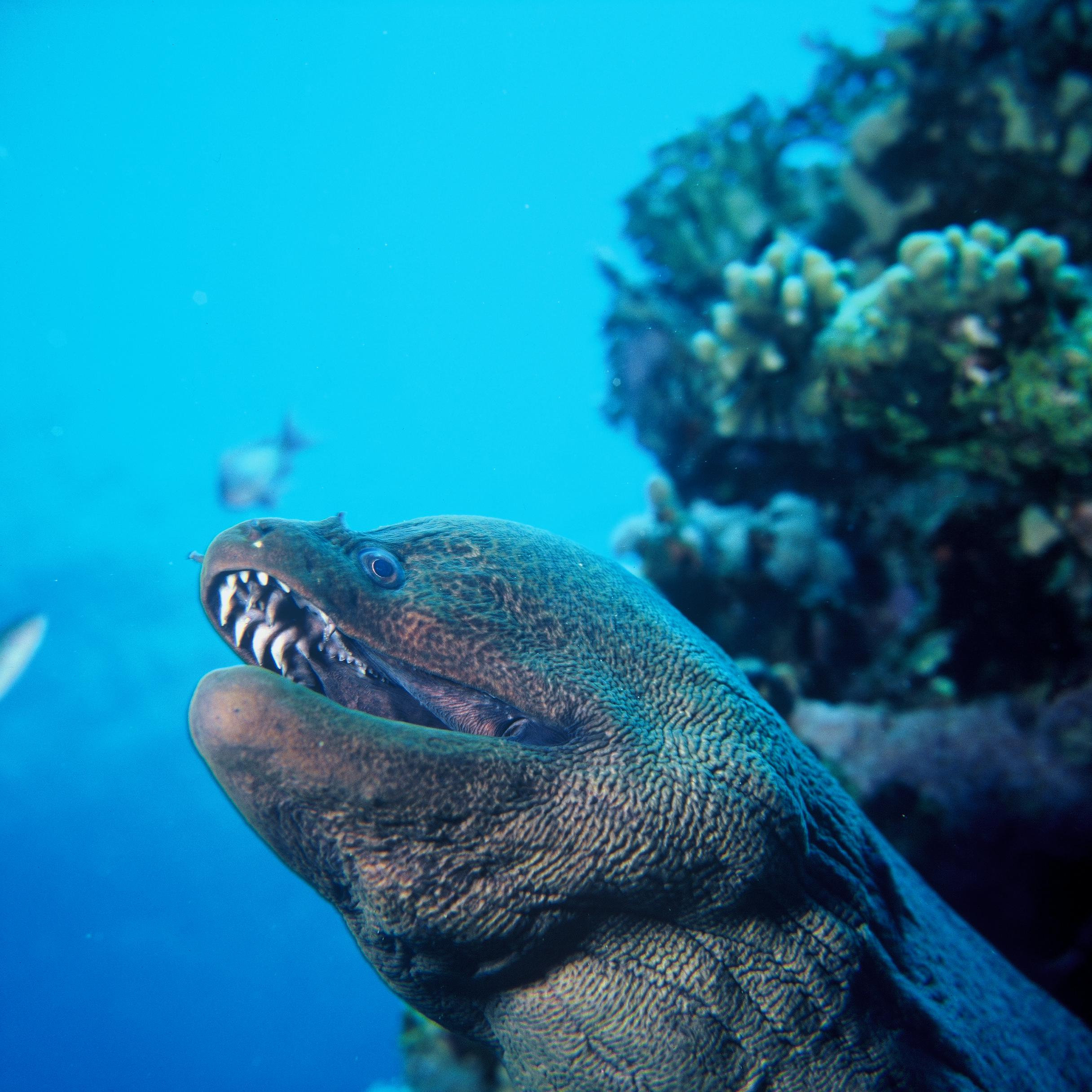
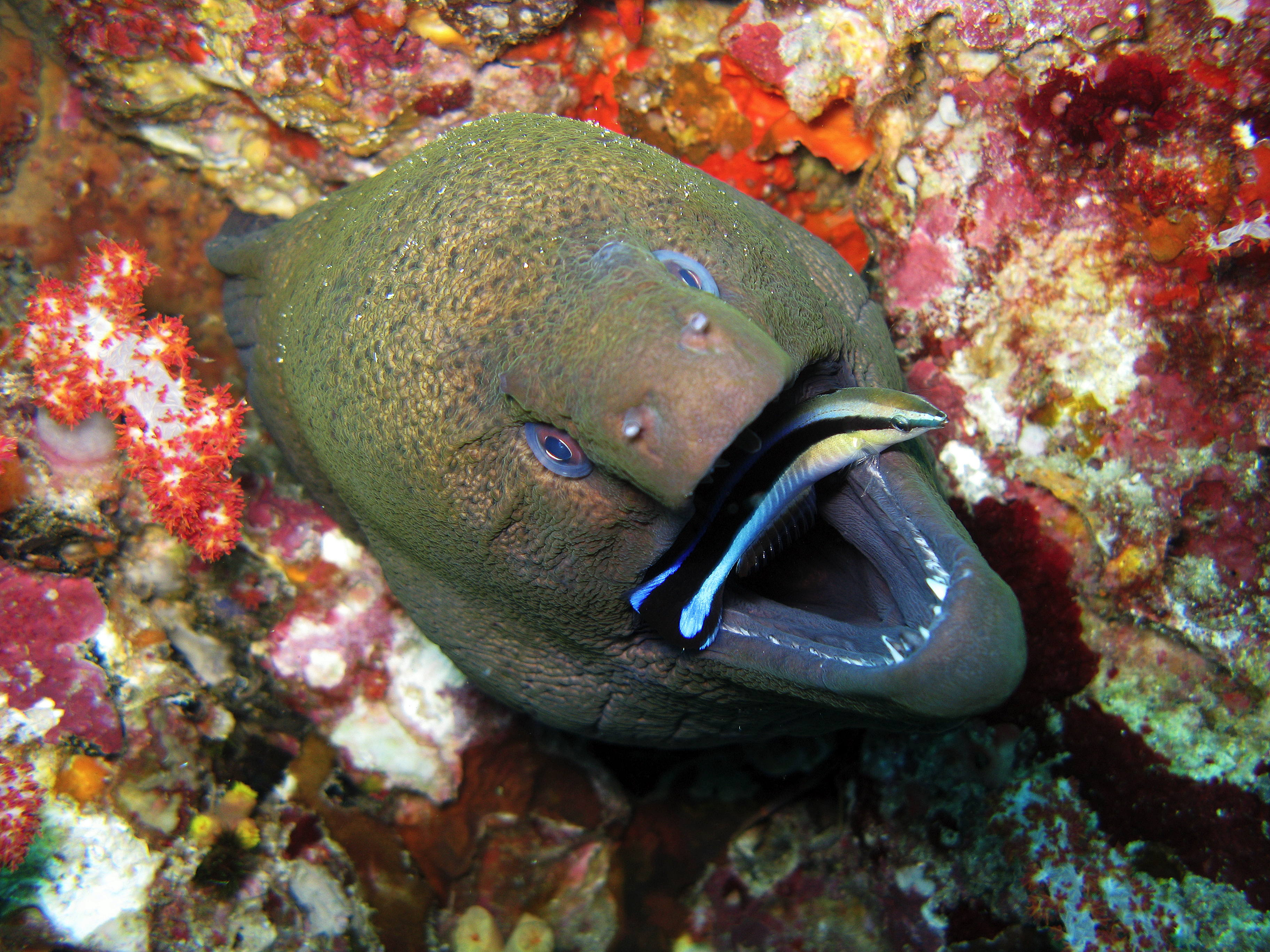
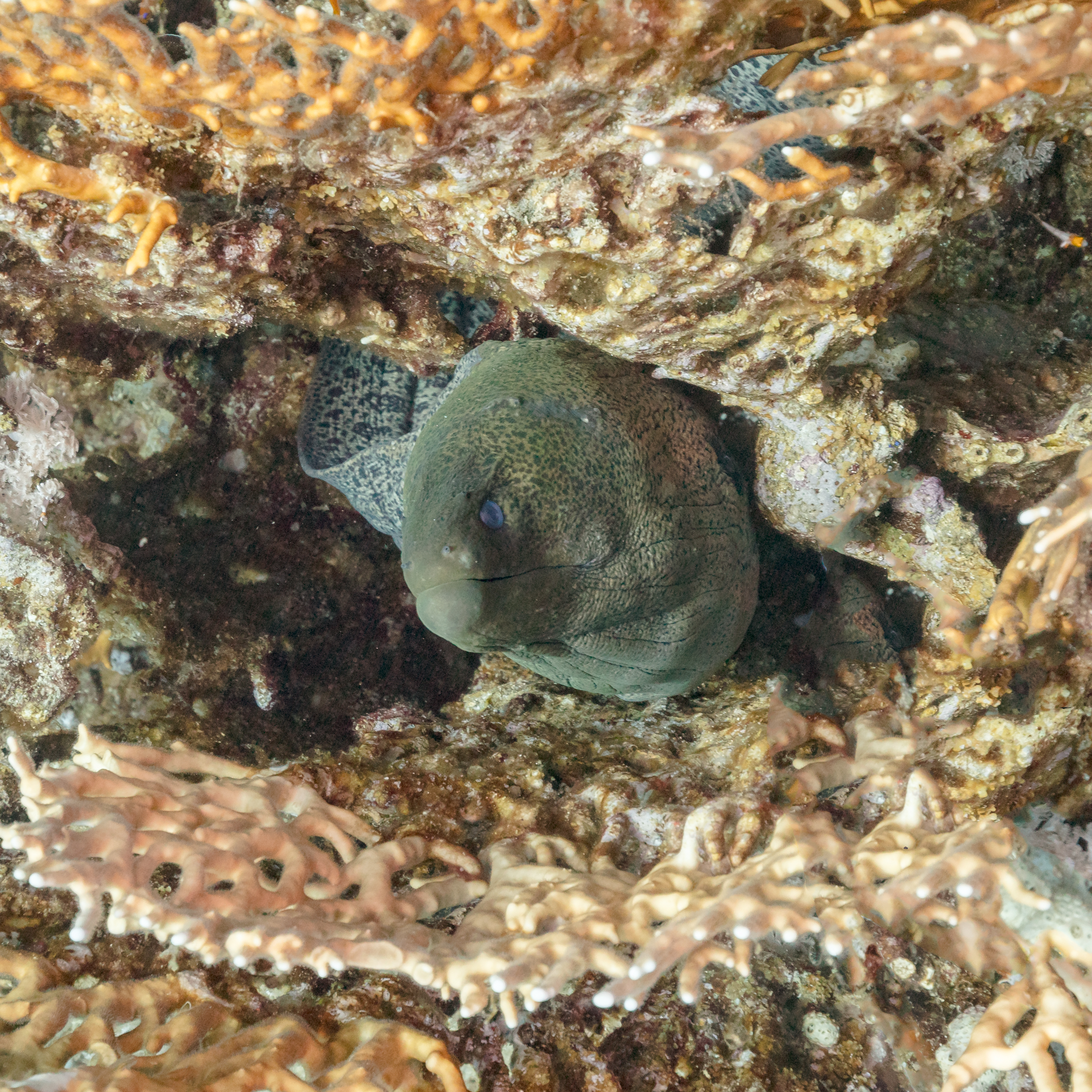
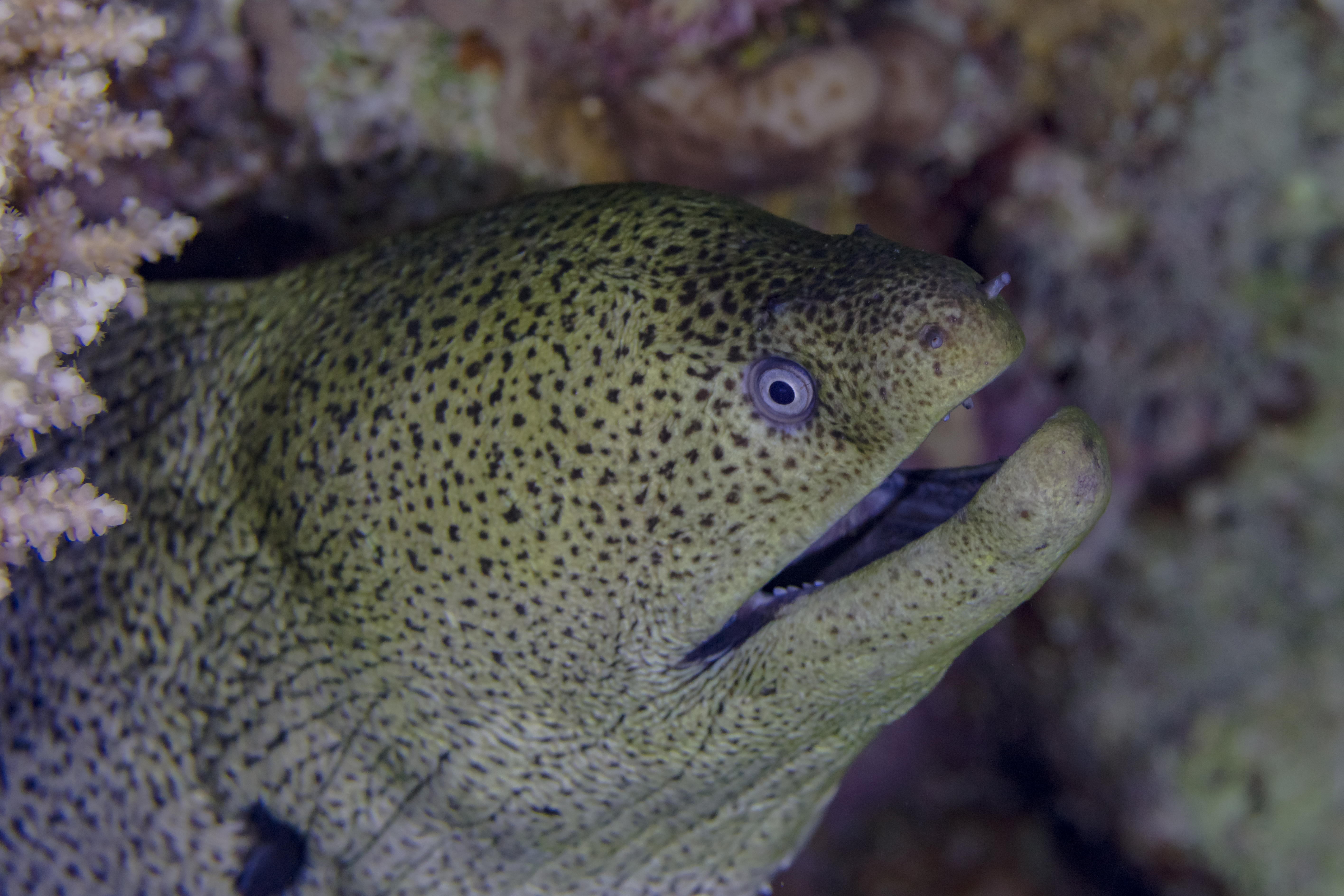

Le célèbre film Alien s'est inspiré de la murène de Java pour sa double mâchoire : une première mâchoire en avant de la bouche et une seconde mâchoire qui, lorsque la bête a attrapé une proie, lui sert à l'amener dans l’œsophage.